# Naoko Takahashi
Naoko Takahashi (jap. 高橋尚子 Takahashi Naoko; ur. 6 maja 1972 w Gifu) – japońska lekkoatletka specjalizująca się w maratonie, była rekordzistka świata, mistrzyni olimpijska z Sydney. Mistrzyni Igrzysk Azjatyckich w Bangkoku (1998). 
24 września 2000 z czasem 2:23:14 zdobyła złoty medal w maratonie podczas Letnich Igrzysk Olimpijskich w Sydney.
30 września 2001 wygrała maraton w Berlinie, z czasem 2:19:46 bijąc rekord świata, jako pierwsza w historii kobieta, która przebiegła dystans 42 195 metrów w czasie poniżej 2:20:00. Z powodu kontuzji była zmuszona w październiku 2008 zakończyć karierę.
Dwukrotna triumfatorka maratonu w Nagoi (1998, 2000) i Berlinie (2001, 2002) oraz jeden raz w Tokio (2005).

## Rekordy życiowe
- półmaraton - 1:08:55 (Chiba, 2000)
- maraton - 2:19:46 (Berlin, 2001)